# Distretto di Krishna
Il distretto di Krishna è un distretto dell'India di 4 218 416 abitanti. Capoluogo del distretto è Machilipatnam.

## Amministrazioni
Ai fini amministrativi, il distretto è suddiviso in 50 comuni (detti mandal), ognuno col suo numero di codice ufficiale: 
| - A. Konduru (11) - Agiripalle (22) - Avanigadda (34) - Bantumilli (45) - Bapulapadu (26) - Challapalli (32) - Chandarlapadu (5) - Chatrai (24) - G. Konduru (9) - Gampalagudem (12) - Gannavaram (21) - Ghantasala (31) - Gudivada (42) - Gudlavalleru (43) - Gudur (38) - Ibrahimpatnam (8) - Jaggayyapeta (1) | - Kaikalur (48) - Kalidindi (49) - Kanchika Cherla (6) - Kankipadu (20) - Koduru (36) - Kruthivennu (50) - Machilipatnam (37) - Mandavalli (47) - Mopidevi (33) - Movva (30) - Mudinapalli (46) - Musunuru (25) - Mylavaram (10) - Nagayalanka (35) - Nandigama (4) - Nandivada (41) - Nuzvid (23) | - Pamarru (39) - Pamidimukkala (29) - Pedana (44) - Pedaparupudi (40) - Penamaluru (18) - Penuganchiprolu (3) - Reddigudem (15) - Thotlavalluru (19) - Tiruvuru (13) - Unguturu (27) - Vatsavai (2) - Veerullapadu (7) - Vijayawada Rurale (16) - Vijayawada Urbana (17) - Vissannapet (14) - Vuyyuru (28) |